# بیلی آکهورست
بیلی آکهورست (انگلیسی: Bailey Akehurst؛ زادهٔ ۸ سپتامبر ۲۰۰۳) بازیکن فوتبال است.